# Плайсс, Тибор
Тибор Плайсс (нем. Tibor Pleiß; родился 2 ноября 1989 года в Бергиш-Гладбахе, Германия) — немецкий баскетболист, играющий на позиции центрового. Был выбран под 31-м номером на драфте НБА 2010 года командой «Нью-Джерси Нетс».

## Профессиональная карьера

### Карьера в Европе
В 17 лет присоединился в 2006 году к клубу «Рейн Энерджи Кёльн» (через год клуб был переименован в «Кёльн 99»). За этот клуб он проиграл три года. Затем он перешёл в другой немецкий клуб «Брозе».
24 июня 2012 года Плайсс подписал четырёхлетний контракт с клубом «Баскония», одним из ведущих клубов чемпионата Испании по баскетболу. За баскский клуб он отыграл два полных сезона.
11 августа 2014 года он подписал двухлетний контракт с клубом «Барселона». В июле 2015 года он прервал контракт с каталонским клубом для того, чтобы перебраться играть в НБА.
9 августа 2024 года Плайсс подписал контракт с итальянским клубом «Трапани Парк».

### Карьера в НБА
Плайсс был выбран под 31-м номером на драфте НБА 2010 года командой «Нью-Джерси Нетс». Сразу же после драфта, 24 июня 2010 года, «Нью-Джерси Нетс» обменяли права на Плайсса и Джордана Кроуфорда в «Атланту Хокс» на драфт права на Дэмиона Джеймса. Те в свою очередь сразу продали права на него в Оклахому-Сити Тандер, а взамен получил денежную компенсацию.. 19 февраля 2015 года, в дедлайн, был совершён трёхсторонний обмен между клубами «Оклахома-Сити Тандер», «Детройт Пистонс» и «Юта Джаз», в результате того обмена права на Плайсса перешли к «Юте».
14 июля 2015 года Плайсс подписал многолетнее соглашение с «Ютой». Дебютировал в НБА он 30 октября в матче против клуба «Филадельфия Севенти Сиксерс». 30 ноября он был отправлен в фарм-клуб «Джаз» в Д-Лиге «Айдахо Стэмпид». 16 декабря был возвращён в основную команду.
26 августа 2016 года Плайсс вместе с двумя выборами во втором раунде драфта 2017 года и денежной компенсацией был продан в «Филадельфию-76», взамен «Юта» получила Кендалла Маршалла. Спустя 5 дней он был отчислен из состава «Филадельфии».

## Карьера в национальной сборной
Плайсс регулярно играл за сборную Германии по баскетболу. Он участвовал в чемпионате мира по баскетболу 2010 года, где его сборная заняла 17-е место. Играл на чемпионате Европы по баскетболу в 2009, 2011, 2013, 2015 годах.
В сентябре 2016 года, главный тренер сборной Германии Крис Флеминг раскритиковал центрового Тибора Плайсса, который покинул национальную команду после трёх отборочных матчей Евробаскета 2017, чтобы подписать контракт в НБА, но в итоге оказался в турецком «Галатасарае». Через год Плайсс решил вернуться в сборную, однако ни Крис Флеминг, ни сменивший тренер Хенрик Рёдль не вызывает Тибора в сборную.

## Статистика

### Статистика в НБА
| Сезон                                                                                    | Команда | Регулярный сезон | Регулярный сезон | Регулярный сезон | Регулярный сезон | Регулярный сезон | Регулярный сезон | Регулярный сезон | Регулярный сезон | Регулярный сезон | Регулярный сезон | Регулярный сезон | Серия плей-офф | Серия плей-офф | Серия плей-офф | Серия плей-офф | Серия плей-офф | Серия плей-офф | Серия плей-офф | Серия плей-офф | Серия плей-офф | Серия плей-офф | Серия плей-офф |
| Сезон                                                                                    | Команда | GP               | GS               | MPG              | FG%              | 3P%              | FT%              | RPG              | APG              | SPG              | BPG              | PPG              | GP             | GS             | MPG            | FG%            | 3P%            | FT%            | RPG            | APG            | SPG            | BPG            | PPG            |
| ---------------------------------------------------------------------------------------- | ------- | ---------------- | ---------------- | ---------------- | ---------------- | ---------------- | ---------------- | ---------------- | ---------------- | ---------------- | ---------------- | ---------------- | -------------- | -------------- | -------------- | -------------- | -------------- | -------------- | -------------- | -------------- | -------------- | -------------- | -------------- |
| 2015/16                                                                                  | Юта     | 12               | 0                | 6,8              | 44,0             | 0,0              | 100,0            | 1,3              | 0,2              | 0,1              | 0,2              | 2,0              | Не участвовал  | Не участвовал  | Не участвовал  | Не участвовал  | Не участвовал  | Не участвовал  | Не участвовал  | Не участвовал  | Не участвовал  | Не участвовал  | Не участвовал  |
|                                                                                          | Всего   | 12               | 0                | 6,8              | 44,0             | 0,0              | 100,0            | 1,3              | 0,2              | 0,1              | 0,2              | 2,0              | Не участвовал  | Не участвовал  | Не участвовал  | Не участвовал  | Не участвовал  | Не участвовал  | Не участвовал  | Не участвовал  | Не участвовал  | Не участвовал  | Не участвовал  |
| Наведите курсор мыши на аббревиатуры в заголовке таблицы, чтобы прочесть их расшифровку. |         |                  |                  |                  |                  |                  |                  |                  |                  |                  |                  |                  |                |                |                |                |                |                |                |                |                |                |                |

### Статистика в Д-Лиге
| Сезон                                                                                    | Команда | Регулярный сезон | Регулярный сезон | Регулярный сезон | Регулярный сезон | Регулярный сезон | Регулярный сезон | Регулярный сезон | Регулярный сезон | Регулярный сезон | Регулярный сезон | Регулярный сезон | Серия плей-офф | Серия плей-офф | Серия плей-офф | Серия плей-офф | Серия плей-офф | Серия плей-офф | Серия плей-офф | Серия плей-офф | Серия плей-офф | Серия плей-офф | Серия плей-офф |
| Сезон                                                                                    | Команда | GP               | GS               | MPG              | FG%              | 3P%              | FT%              | RPG              | APG              | SPG              | BPG              | PPG              | GP             | GS             | MPG            | FG%            | 3P%            | FT%            | RPG            | APG            | SPG            | BPG            | PPG            |
| ---------------------------------------------------------------------------------------- | ------- | ---------------- | ---------------- | ---------------- | ---------------- | ---------------- | ---------------- | ---------------- | ---------------- | ---------------- | ---------------- | ---------------- | -------------- | -------------- | -------------- | -------------- | -------------- | -------------- | -------------- | -------------- | -------------- | -------------- | -------------- |
| 2015/16                                                                                  | Айдахо  | 28               | 28               | 31,5             | 58,3             | 31,6             | 87,7             | 10,4             | 1,6              | 0,5              | 1,4              | 12,3             | Не участвовал  | Не участвовал  | Не участвовал  | Не участвовал  | Не участвовал  | Не участвовал  | Не участвовал  | Не участвовал  | Не участвовал  | Не участвовал  | Не участвовал  |
|                                                                                          | Всего   | 28               | 28               | 31,5             | 58,3             | 31,6             | 87,7             | 10,4             | 1,6              | 0,5              | 1,4              | 12,3             | Не участвовал  | Не участвовал  | Не участвовал  | Не участвовал  | Не участвовал  | Не участвовал  | Не участвовал  | Не участвовал  | Не участвовал  | Не участвовал  | Не участвовал  |
| Наведите курсор мыши на аббревиатуры в заголовке таблицы, чтобы прочесть их расшифровку. |         |                  |                  |                  |                  |                  |                  |                  |                  |                  |                  |                  |                |                |                |                |                |                |                |                |                |                |                |

### Статистика в других лигах
| Сезон                                                                                   | Команда   | Лига               | GP  | GS  | MPG  | FG%  | 3P%  | FT%   | RPG | APG | SPG | BPG | PPG  |  |
| 2011/12                                                                                 | Все клубы | Все лиги           | 54  | 32  | 19,7 | 58,0 | 41,4 | 80,6  | 5,9 | 0,5 | 0,2 | 1,3 | 9,4  |  |
| 2011/12                                                                                 | Брозе     | Чемпионат Германии | 44  | 28  | 20,0 | 59,3 | 42,9 | 82,6  | 6,0 | 0,5 | 0,2 | 1,4 | 10,1 |  |
| 2011/12                                                                                 | Брозе     | Евролига           | 10  | 4   | 18,6 | 51,0 | 0,0  | 68,2  | 5,3 | 0,4 | 0,0 | 0,8 | 6,5  |  |
| 2012/13                                                                                 | Все клубы | Все лиги           | 61  | 15  | 15,3 | 59,0 | 33,3 | 77,5  | 4,4 | 0,3 | 0,2 | 0,7 | 5,8  |  |
| 2012/13                                                                                 | Баскония  | Чемпионат Испании  | 34  | 11  | 16,3 | 58,4 | 33,3 | 72,5  | 4,9 | 0,3 | 0,3 | 0,8 | 6,2  |  |
| 2012/13                                                                                 | Баскония  | Евролига           | 25  | 4   | 14,2 | 60,7 | 33,3 | 84,6  | 3,9 | 0,2 | 0,2 | 0,6 | 5,0  |  |
| 2012/13                                                                                 | Баскония  | Кубок Испании      | 2   | 0   | 14,0 | 54,5 | 0,0  | 100,0 | 2,5 | 0,0 | 0,0 | 2,0 | 7,5  |  |
| 2013/14                                                                                 | Все клубы | Все лиги           | 59  | 50  | 21,8 | 58,1 | 0,0  | 83,3  | 6,0 | 0,5 | 0,8 | 1,1 | 12,4 |  |
| 2013/14                                                                                 | Баскония  | Чемпионат Испании  | 34  | 28  | 22,4 | 59,6 | 0,0  | 81,1  | 6,5 | 0,5 | 1,1 | 1,2 | 12,7 |  |
| 2013/14                                                                                 | Баскония  | Евролига           | 24  | 21  | 21,1 | 55,2 | 0,0  | 86,3  | 5,4 | 0,5 | 0,5 | 0,9 | 12,0 |  |
| 2013/14                                                                                 | Баскония  | Кубок Испании      | 1   | 1   | 17,3 | 85,7 | 0,0  | 100,0 | 1,0 | 0,0 | 0,0 | 3,0 | 16,0 |  |
| 2014/15                                                                                 | Все клубы | Все лиги           | 71  | 7   | 13,3 | 62,4 | 50,0 | 85,9  | 3,8 | 0,3 | 0,3 | 0,5 | 5,4  |  |
| 2014/15                                                                                 | Барселона | Чемпионат Испании  | 43  | 6   | 13,9 | 64,4 | 50,0 | 86,4  | 3,8 | 0,3 | 0,3 | 0,5 | 5,7  |  |
| 2014/15                                                                                 | Барселона | Евролига           | 25  | 1   | 13,1 | 58,4 | 50,0 | 84,8  | 3,9 | 0,2 | 0,2 | 0,6 | 5,3  |  |
| 2014/15                                                                                 | Барселона | Кубок Испании      | 3   | 0   | 6,5  | 75,0 | 0,0  | 0,0   | 1,7 | 0,0 | 0,0 | 0,7 | 2,0  |  |
|                                                                                         |           | Всего              | 245 | 104 | 17,3 | 59,1 | 41,0 | 82,1  | 4,9 | 0,4 | 0,4 | 0,9 | 8,1  |  |
| Наведите курсор мыши на аббревиатуры в заголовке таблицы, чтобы прочесть их расшифровку |           |                    |     |     |      |      |      |       |     |     |     |     |      |  |